# Rivula distincta
Rivula distincta är en fjärilsart som beskrevs av Rothschild 1920. Rivula distincta ingår i släktet Rivula och familjen nattflyn. Inga underarter finns listade.